# Talanga
Talanga est une municipalité du département de Francisco Morazán au centre du Honduras.

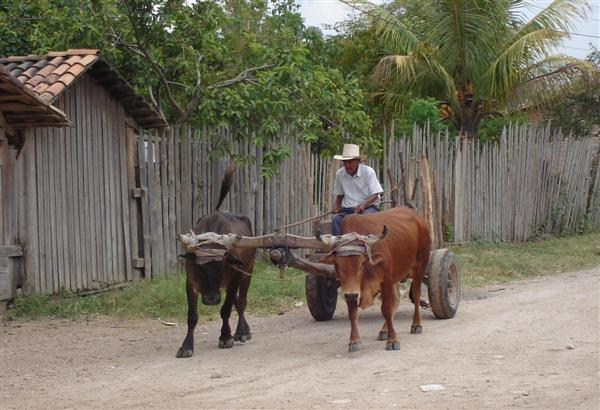
Une rue de Talanga

La population était de 13 533 habitants en 2001.